# Alla Aleksandrovska
Alla Aleksandrovska (Járkov, República Socialista Soviética de Ucrania, Unión Soviética, 7 de diciembre de 1948) es una política ucraniana, miembro del Partido Comunista de Ucrania y diputada popular de la 3.ª, 4.ª, 5.ª y 6.ª Radas Supremas de Ucrania.

## Educación
Aleksandrovska estudió en la escuela número 116 de Járkov y se graduó en 1972  el Instituto de Aviación de Járkov en 1972 como ingeniera mecánica cualificada. En la década de 1990 se licenció en gestión y marketing en el Instituto de Economía Interdisciplinar de Járkov. Desde 1972 ha trabajado como ingeniera, luego como ingeniera superior y después como jefa de equipo de la oficina de diseño JSC «Khartron». Alla ha sido primera secretaria del comité regional del Partido Comunista de Járkov y miembro del Presidium del Partido Comunista de Ucrania entre febrero de 2001 y junio de 2005).

## Miembro del Parlamento

### 3.ª Rada Suprema
En 1998-2002, Aleksandrovska fue electa diputada popular por el Partido Comunista en la posición 24 de la lista. En el momento de las elecciones trabajaba como jefa de equipo de la oficina de diseño JSC «Khartron», Járkov. Además, era miembro de la Comisión de la Rada Suprema sobre Combustible y Complejo Energético, Política Nuclear y Seguridad Nuclear.

### 4.ª Rada Suprema
En 2002-2006 Aleksandrovska fue diputada popular por el Partido Comunista como número 21 de la lista. Sus actividades durante el pleno incluyeron:
- Miembro de la Comisión de Combustible y Complejo Energético, Política Nuclear y Seguridad Nuclear.
- Miembro de la Comisión de Combustible y Complejo Energético, Política Nuclear y Seguridad Nuclear de la Rada Suprema.
- Secretaria del Grupo de Relaciones Interparlamentarias con Suecia.

Adicionalmente integró los grupo de relaciones interparlamentarias con Rusia, Bielorrusia, Canadá e Irak.

### 5.ª Rada Suprema
En 2006 - 2007 fue diputada popular por el Partido Comunista como número 17 de la lista. Entre sus actividades estuvieron:
- Presidente de la Rada Suprema de Ucrania Comisión provisional para la auditoría de la situación del suministro de gas natural a los consumidores ucranianos, los pagos por el gas natural suministrado y las posibles violaciones de la legislación vigente en el mercado energético de Ucrania.
- Secretaria de la Comisión de Presupuestos de la Rada Suprema.
- Jefa Adjunta del Grupo para las Relaciones Interparlamentarias con Siria.

También integró los grupos de relaciones interparlamentarias con Egipto, Rusia, Suecia y Cuba.

### 6.ª Rada Suprema
A partir de noviembre de 2007, Alla fue diputada popular en la 6.ª Rada Suprema, elegida por las listas del Partido Comunista como la número 19). Sus cargos durante el pleno incluyeron:
- Secretaria de la Comisión de Presupuestos de la Rada Suprema de Ucrania.
- Secretaria de la Comisión Provisional de la Rada Suprema de Ucrania sobre la auditoría del Banco Nacional de Ucrania durante la crisis financiera.
- Miembro de la Comisión Especial de Control de la Rada Suprema de Ucrania sobre cuestiones de privatización.

Fue jefa del grupo de relaciones interparlamentarias con Siria y miembro de aquel de las relaciones con Cuba.
Aleksandrovska no volvió al parlamento tras las elecciones parlamentarias ucranianas de 2012, tras perder en los 170 distritos uninominales (el primero en votar gana un escaño parlamentario) situados en Járkov.